# دانشگاه نلسون ماندلا
دانشگاه نلسون ماندلا (که قبلاً به عنوان دانشگاه متروپولیتن نلسون ماندلا (NMMU) شناخته می‌شد و قبل از آن - دانشگاه پورت الیزابت (UPE)، پورت الیزابت تکنیکون و پردیس پورت الیزابت دانشگاه ویستا) از طریق ادغام سه مؤسسه در ژانویه ۲۰۰۵ تأسیس شد. نام این دانشگاه به‌طور رسمی از دانشگاه متروپولیتن نلسون ماندلا به دانشگاه نلسون ماندلا در ۲۰ ژوئیه ۲۰۱۷ تغییر یافت.
تاریخچه دانشگاه نلسون ماندلا به سال ۱۸۸۲ و با تأسیس مدرسه هنر پورت الیزابت برمی گردد. مدیریت اصلی این دانشگاه در شهر ساحلی پورت الیزابت آفریقای جنوبی است.

## فارغ التحصیلان و کارکنان قابل توجه
- نشوا عیسی، فیزیکدان نانو ذرات
- آلن نات-کریگ (Jnr)، کارآفرین فناوری
- دیو ریچاردسون - مدیر کل ICC و بازیکن سابق کریکت
- پل ترئو، مربی راگبی
- ایبن ونتر - رمان‌نویس آفریقایی برنده جایزه و فارغ‌التحصیل کارشناسی ارشد
- گارث رایت - بازیکن سابق راگبی اسپرینگ باک
- امبر اندرسون - مدیر منابع انسانی در کوکاکولا فورچون